# Plan Bevin
El Plan Bevin, también llamado Plan Bevin–Beeley fue un intento fallido de Gran Bretaña, a mediados del siglo XX, de resolver el la situación problemática que se había generado entre población árabe y judía en el Mandato británico de Palestina.
El plan fue propuesto por el Ministro de Asuntos Exteriores británico Ernest Bevin en la Conferencia de Londres, el 27 de febrero de 1947, tras el rechazo del Plan Morrison–Grady. Bevin había sido asesorado por el diplomático Harold Beeley. El plan fue rechazado por ambas partes. Tras el rechazo, el gobierno británico remitió el asunto a las Naciones Unidas, con la creación del Comité Especiál  de las Naciones Unidas para Palestina.
Algunos elementos del Plan Bevin eran similares al de marzo de  1948, propuesta de administración fiduciaria americana para Palestina, propuesta cuatro meses después del Plan de las Naciones Unidas para la partición de  Palestina.

## El plan
El  plan mantenía el principio de provincias, sugerido en el Plan Morrison-Grady, mientras que proponía que Palestina estuviera bajo la administración en fideicomiso por cinco años.
La admisión de 100.000 refugiados, propuesta anteriormente en el Informe Harrison, sería autorizada a un ritmo de 4000 inmigrantes por mes durante dos años.
Desde la perspectiva sionista, el plan era peor que el Plan Morrison–Grady por la propuesta de la partición al final del periodo de fideicomiso. En su lugar, propuso la elección de una "Asamblea  Constituyente", para la cual las decisiones requerirían una "mayoría de representantes judíos y una mayoría  de representantes árabes".